# Super Bowl LIII
Super Bowl 53 – pięćdziesiąty trzeci finał o mistrzostwo zawodowej ligi futbolu amerykańskiego NFL, rozegrany 3 lutego 2019 roku na stadionie Mercedes-Benz Stadium w Antlancie w Georgii. Jest to miejsce rozgrywania domowych spotkań drużyny Atlanta Falcons. Spotkały się w nim zespoły mistrza konferencji NFC, Los Angeles Rams oraz mistrza konferencji AFC, New England Patriots.
Zgodnie z przyjętą konwencją Rams, jako przedstawiciele NFC, byli gospodarzem nieparzystego meczu finałowego. Było to szóste zwycięstwo Patriots w Super Bowl.
Hymn Stanów Zjednoczonych przed meczem zaśpiewała Gladys Knight. W przerwie meczu podczas Halftime Show na stadionie wystąpili Maroon 5 z udziałem Travisa Scotta i Big Boi.